# (23402) Turchina
(23402) Turchina (1969 TO2) – planetoida z pasa głównego asteroid okrążająca Słońce w ciągu 5,46 lat w średniej odległości 3,1 j.a. Odkryta 8 października 1969 roku.